# لويس إيفن
لويس إيفن هو فيلسوف وسياسي كندي، ولد في 23 مارس 1885 في Montfort-sur-Meu ‏ في فرنسا، وتوفي في 27 سبتمبر 1974.